# Thyreus waroonensis
Thyreus waroonensis là một loài Hymenoptera trong họ Apidae. Loài này được Cockerell mô tả khoa học năm 1913.

## Hình ảnh

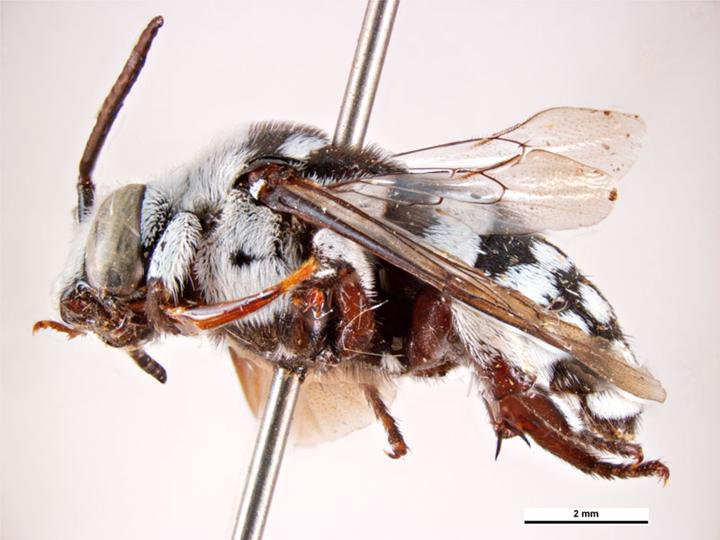